# Typ 90 24-cm-Eisenbahngeschütz
Das Typ 90 24-cm-Eisenbahngeschütz (jap. 九〇式二十四糎列車加農, Kyūrei-shiki nijūyon-senchi Ressha Kanon) war ein Eisenbahngeschütz im Kaliber 240 mm, das von 1930 (Kōki 2590, daher die Typbezeichnung) bis 1945 vom Kaiserlich Japanischen Heer eingesetzt wurde.

## Geschichte

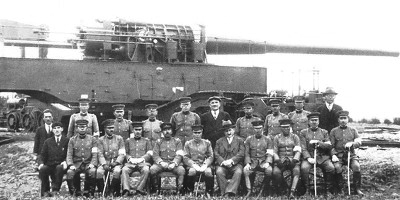
Das Typ-90-Eisenbahngeschütz mit Angehörigen der französischen Firma Schneider-Creusot, von der Japan das Geschütz erwarb.

1926 erwarb das Kaiserlich Japanische Heer ein Kanonenrohr im Kaliber 240 mm von der französischen Firma Schneider-Creusot, um ein Eisenbahngeschütz herzustellen. Die restlichen Komponenten, die nötig waren, um das Geschütz fertigzustellen, wurden in Japan hergestellt. Das Rohr wurde 1928 geliefert und das fertige Eisenbahngeschütz 1930 der Truppe übergeben.
Ursprünglich für die Küstensicherung in der Bucht von Tokio vorgesehen wurde das Geschütz 1941 in die Mandschurei zur Festung Kotō (chin. Hutou, Hulin) verlegt, um die japanische Verteidigung im Falle eines sowjetischen Angriffs zu stärken. Das japanische Heer hatte entlang der Grenze zur Sowjetunion acht Festungen anlegen lassen, wovon die Festung Kotō am Ussuri-Fluss die stärkste war. Großangelegte Festungswerke, ähnlich der Maginotlinie, wurden von der 4. Grenzschutz-Einheit bewacht. Die 1400 Mann starke Besatzung verfügte über zwei Batterien Feldgeschütze und Haubitzen sowie die Experimentelle 41-cm-Haubitze und das Typ-90-Eisenbahngeschütz.
Anfang 1945 übernahm die 15. Grenzschutz-Einheit die Festung Kotō. Als die Sowjets im August 1945 in der Operation Auguststurm die japanischen Stellungen überrannten, befand sich das Typ-90-Geschütz im Stellungswechsel. Die Geschützbedienung zerstörte daraufhin das Typ 90 und gab es auf.

## Technik
Eine Besonderheit des Typ-90-Eisenbahngeschützes war sein 360°-Seitenrichtbereich. Sobald der Geschützwagon stand, konnte die Drehlafette, auf der das Geschütz ruhte, um 360° geschwenkt werden. Andere Eisenbahngeschütze benötigten dagegen eine Schießkurve, um unterschiedliche, seitlich versetzte Ziele zu bekämpfen. Die Lafette ruhte auf einem Eisenbahnwagon mit zweimal fünf Achsen (insgesamt 20 Räder). Das Geschütz wurde von zwei Lokomotiven gezogen.
Technische Daten
- Kaliber: 240 mm
- Geschützlänge: 12,823 m
- Höhenrichtbereich: 0° bis +50
- Seitenrichtbereich: 360°
- Geschützgewicht: 136 t
- Geschossgewicht: 165 kg
- Mündungsgeschwindigkeit V0 = 1050 m/s
- Maximale Reichweite: 50 km
- Kadenz: ein Schuss je 2 Minuten
- Produzierte Anzahl: 1